# Tonči Peribonio
Tonči Peribonio (3. svibnja 1960.) bivši je hrvatski rukometni vratar, danas rukometni trener.

## Životopis

### Športska karijera
S RK Zagrebom osvojio je Kup prvaka 1992. godine i to kad zbog agresije na Hrvatsku, Zagreb ni jedan svoj susret nije igrao na domaćem terenu.
Poslije je igrao u Splitu u Brodomerkuru od 1997. do 1999., kad je bio kapetan momčadi. Nastupio je u Kupu EHF 1997./98. i 1998./99. godine.
Igračka mu je karijera potrajala do kasnih 40-ih godina. U Njemačkoj je branio u 3. ligi još s 47 godina. 2008./09. branio je za njemačkog niželigaša
2012. je trener vratara u TSG Ketsch 1902 e.V.
Branio je za Hrvatsku. Na MI 1993. u Francuskoj osvojio je zlato, a na europskom prvenstvu u Portugalu iduće godine broncu.